# Pieter Potter
Pieter Symonsz. Potter (Enkhuizen, 1597-Ámsterdam, 1652) fue un pintor neerlandés.
Está documentado como pintor activo en Leiden en 1628 y, en 1631, en Ámsterdam. Recibió la influencia de Rembrandt, Palamedes Palamedesz. I, Jacob Duck, Pieter Codde y Willem Duyster. La influencia rembrandtiana se denota sobre todo en sus escenas bíblicas (La reina de Saba delante de Salomón, 1640, Galería Nacional Eslovaca, Bratislava). Realizó también cuadros bélicos al estilo de Palamedesz (Escena militar, 1632, Museo Boijmans Van Beuningen, Róterdam; Escaramuza de caballería, 1641, Museo de Poitiers), retratos, escenas de género (Caza del ciervo, The National Gallery, Londres), bodegones y vanitas (Vanitas, 1646, Rijksmuseum, Ámsterdam).
Fue padre del también pintor Paulus Potter.

## Galería

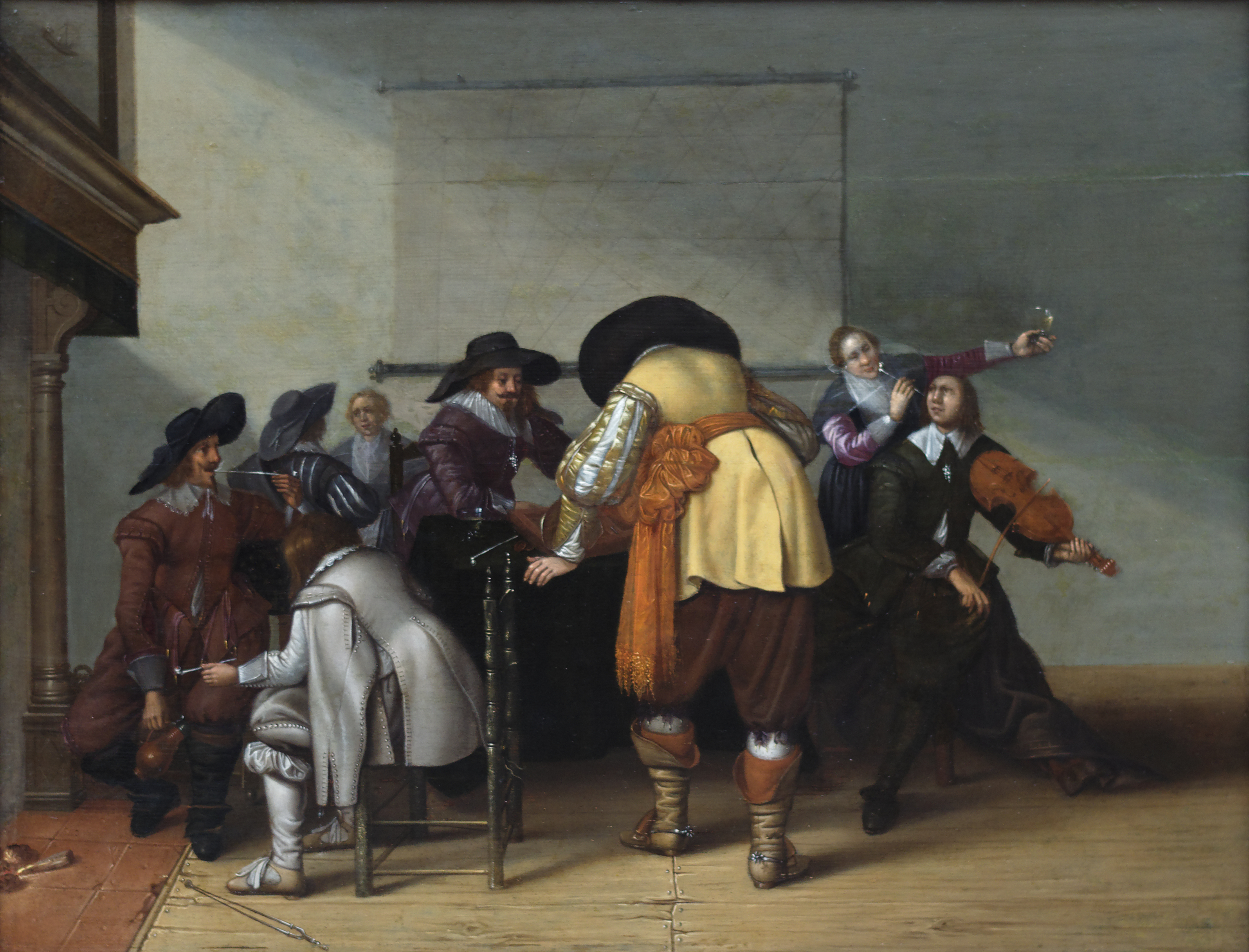
Una alegre compañía (1630), Museo de Bellas Artes de Budapest
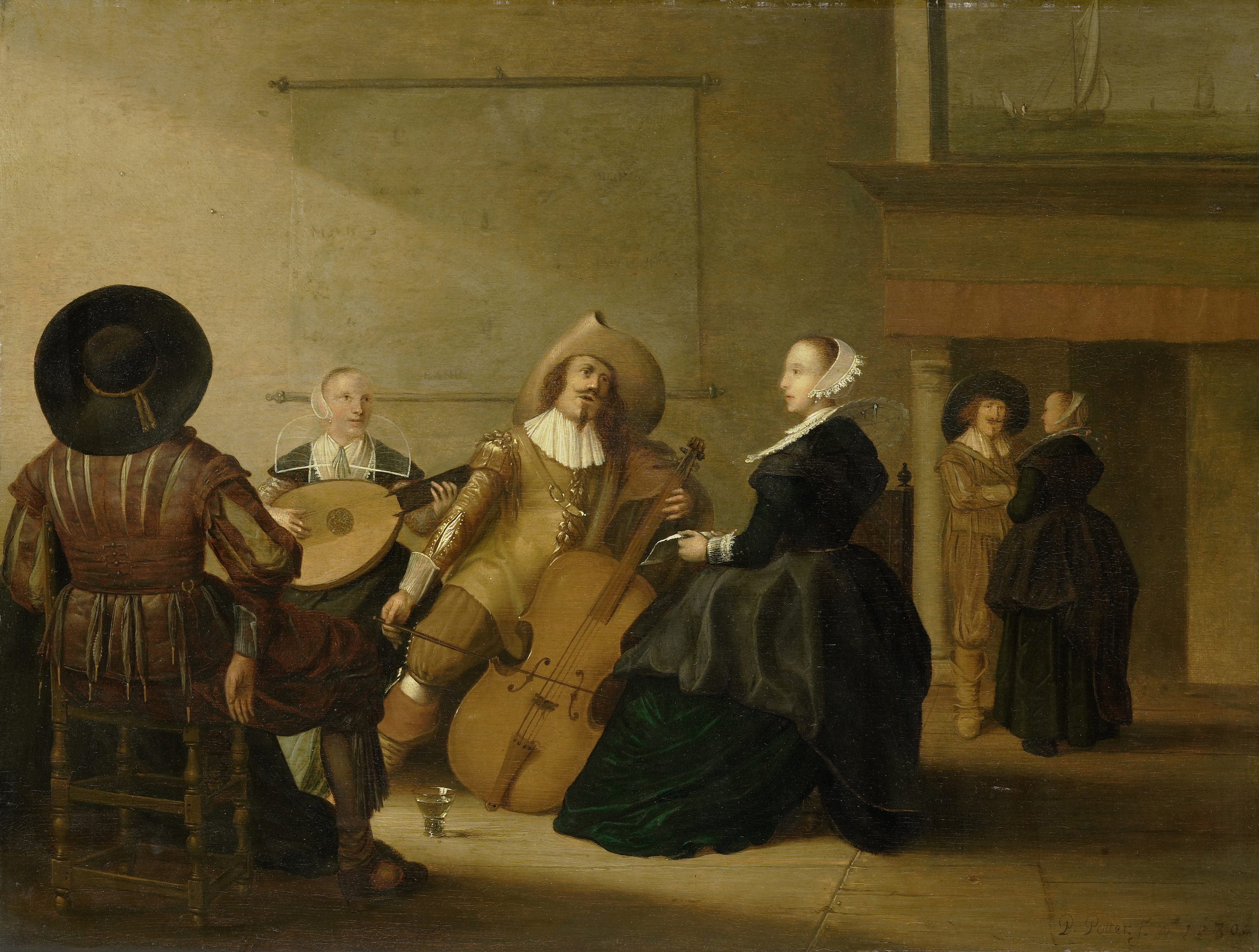
Compañía de música en un interior (1630), Rijksmuseum, Ámsterdam
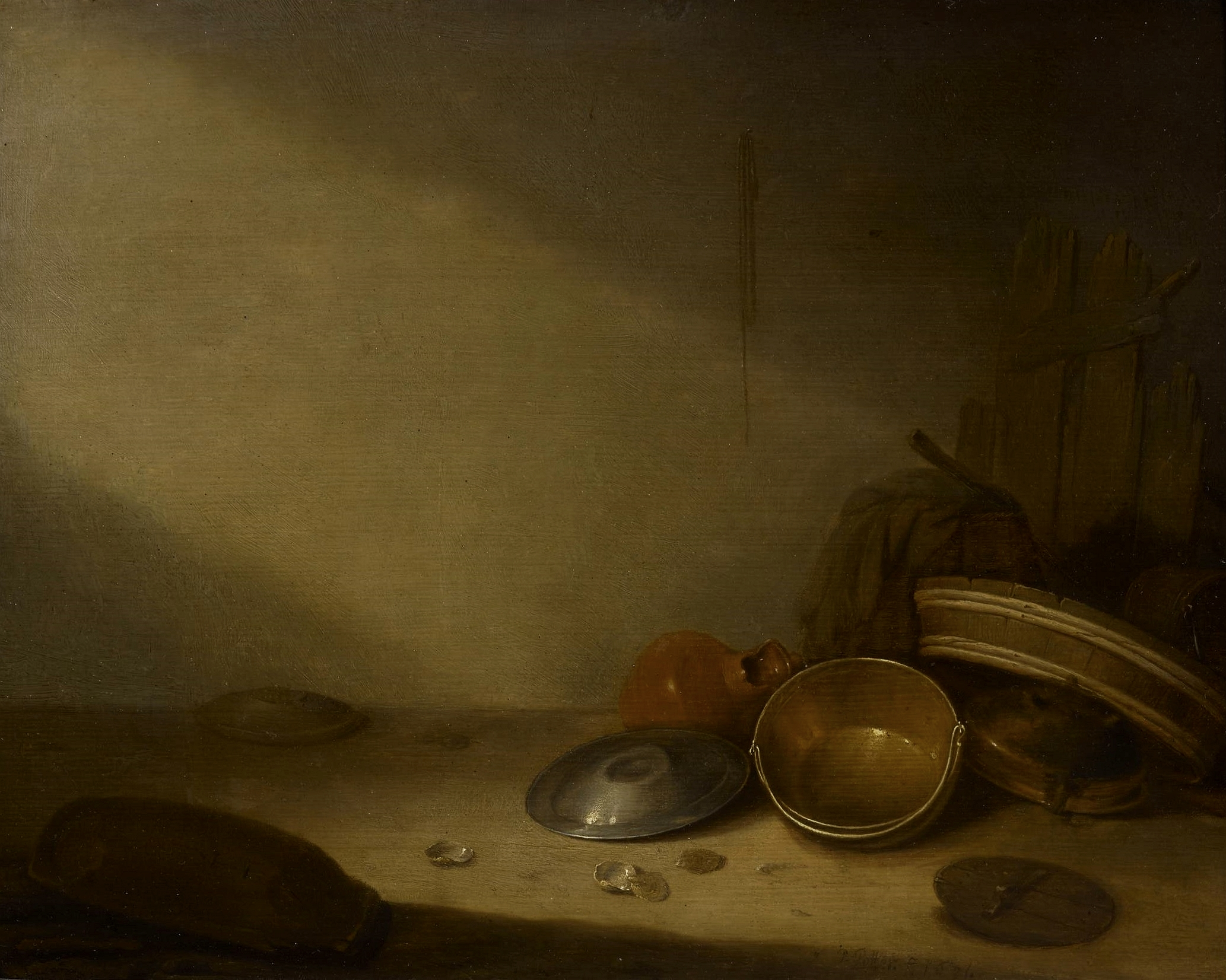
Basura en la esquina de un patio (1631), Museo Nacional de Varsovia
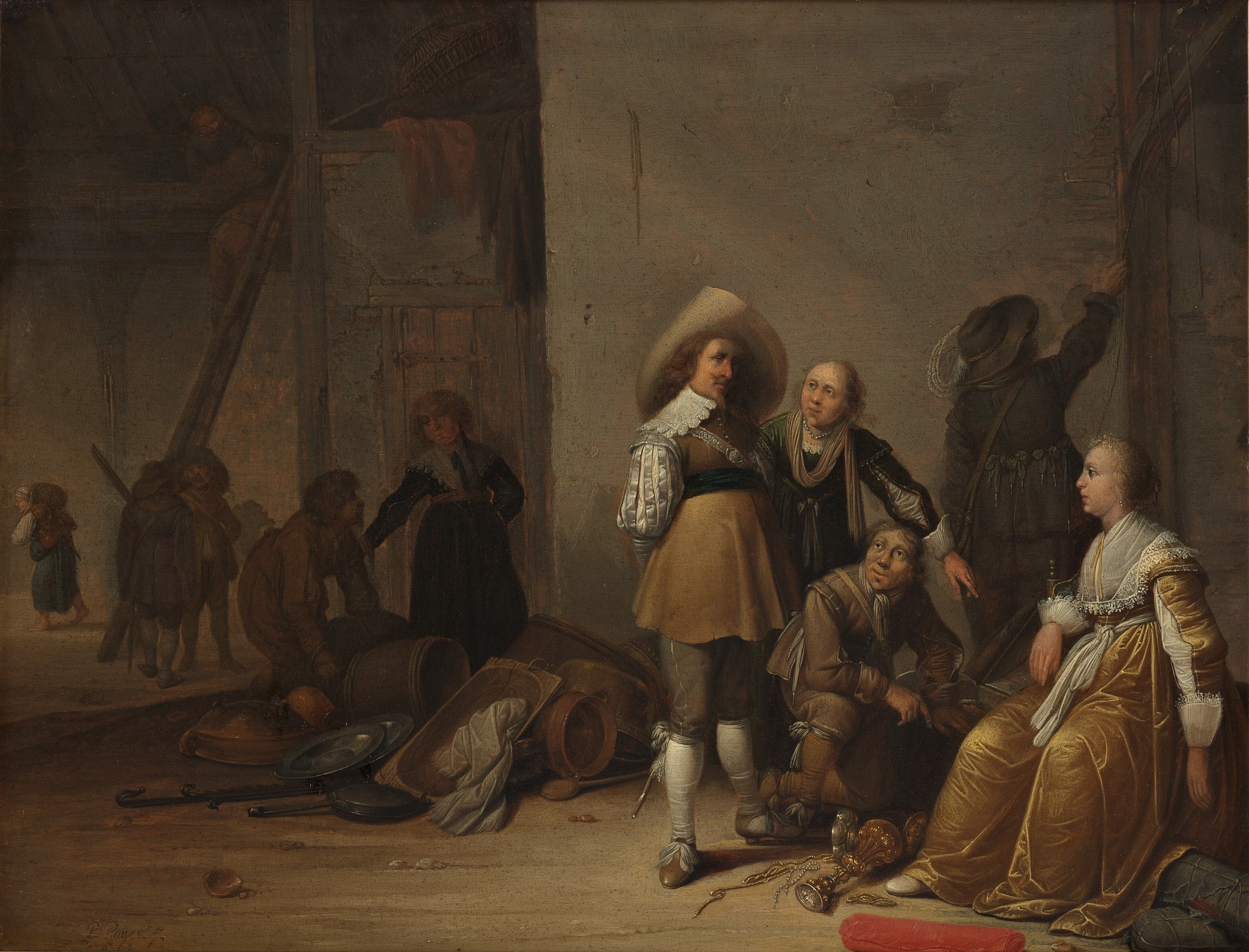
Solicitud en la era de un granero (1632), Museo Boijmans Van Beuningen, Róterdam
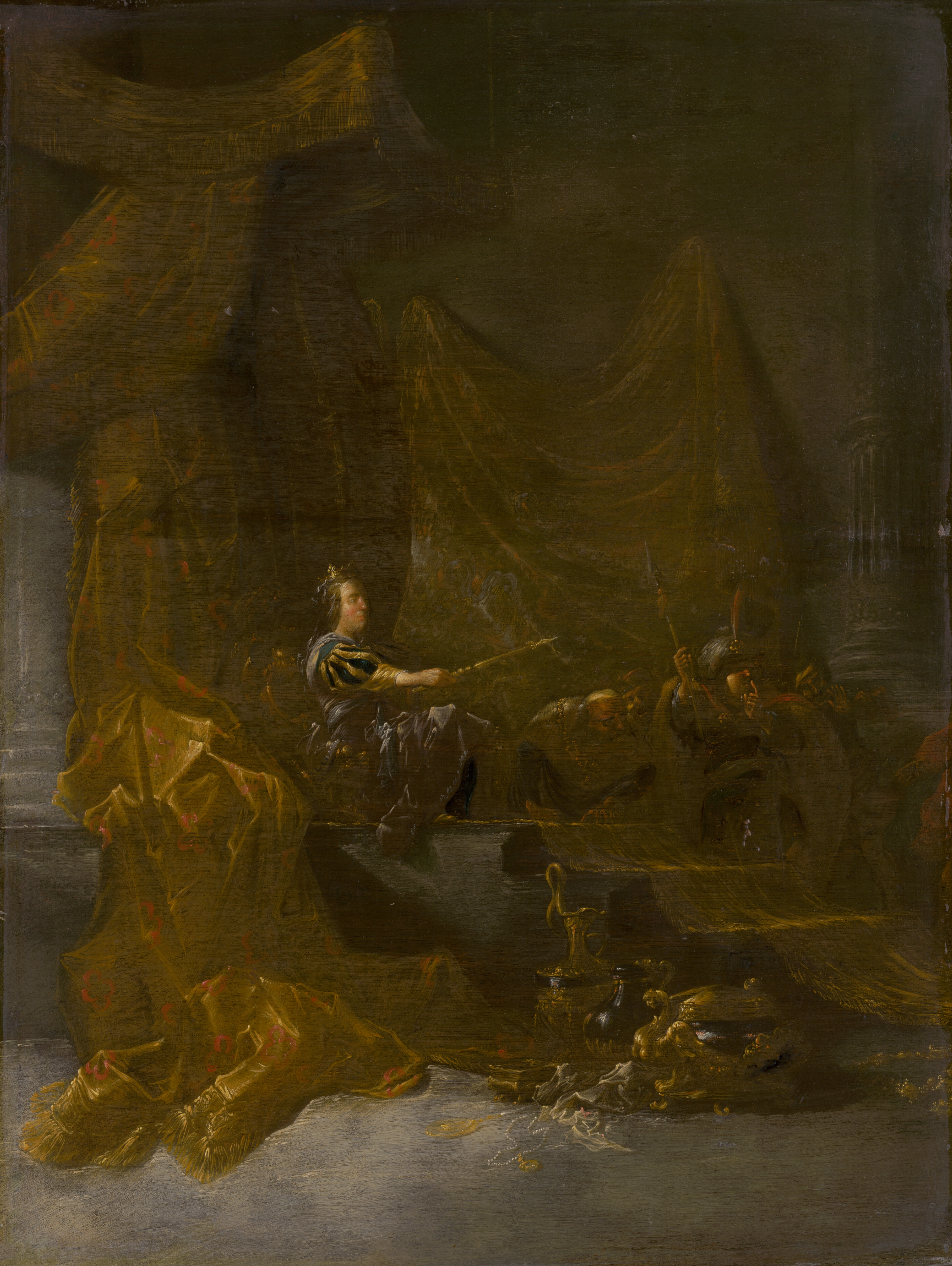
La reina de Saba delante de Salomón (1640), Galería Nacional Eslovaca, Bratislava
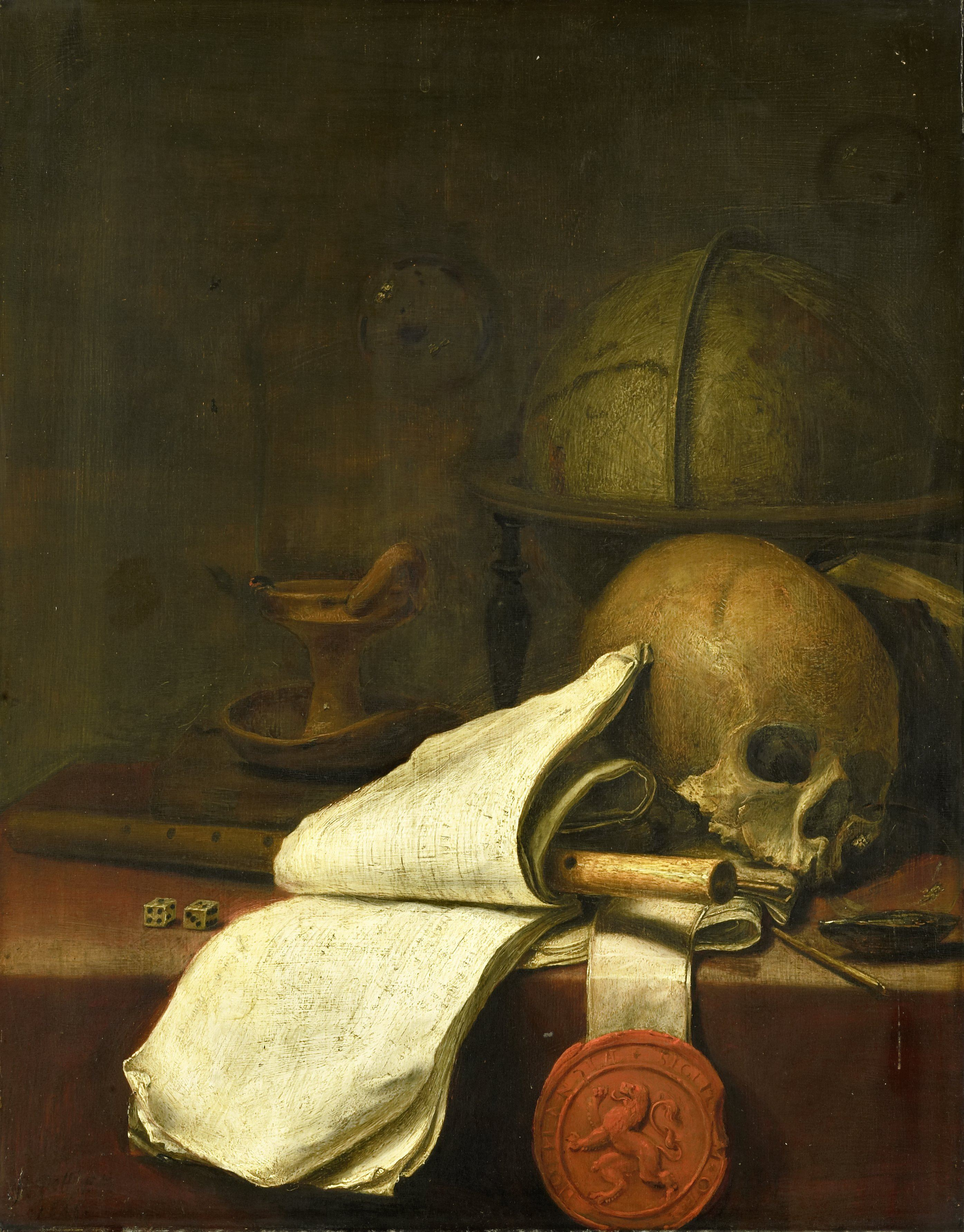
Vanitas (1646), Rijksmuseum, Ámsterdam
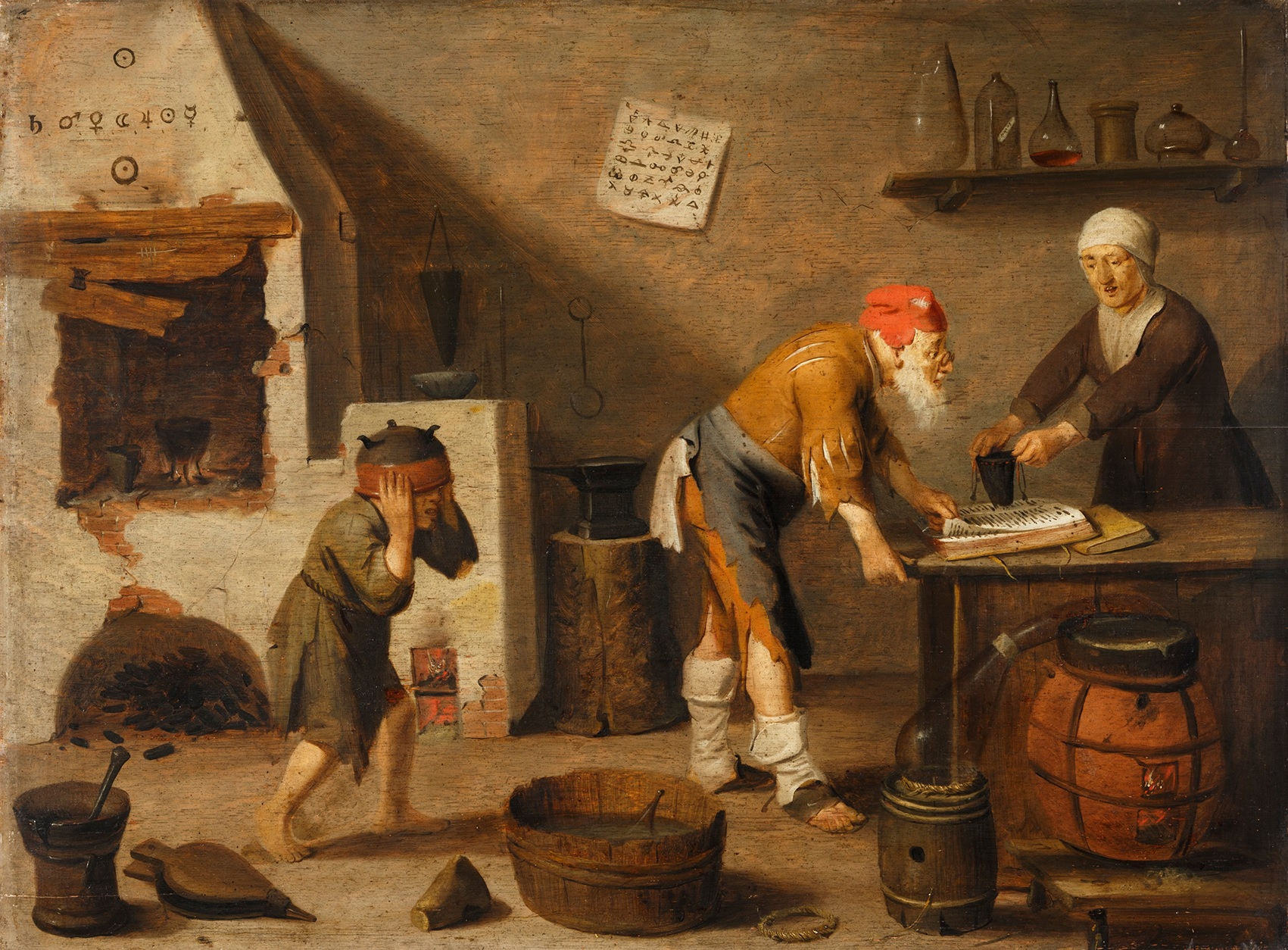
En la habitación del alquimista, castillo de Wawel, Cracovia